# Laura Norton
Laura Jayne Norton (Hazlerigg, Newcastle upon Tyne; 19 de junio de 1983) es una actriz británica, más conocida por interpretar a Kerry Wyatt en la serie Emmerdale Farm.

## Biografía
Es hija de Ronald Norton y Susan Morris-Norton, tiene una hermana mayor llamada Nicola Claire Norton.
Es buena amiga de la actriz británica Fiona Wade.

## Carrera
En 2011 apareció en el último episodio de la primera temporada de la serie Vera, donde interpretó a Margaret Wilde. El 17 de julio de 2012, se unió al elenco principal de la serie Emmerdale Farm, donde interpreta a Kerry Wyatt hasta ahora.

## Filmografía
Series de televisión
| Año             | Título            | Personaje        | Notas                       |
| --------------- | ----------------- | ---------------- | --------------------------- |
| 2012 - presente | Emmerdale Farm    | Kerry Wyatt      | 255 episodios               |
| 2012            | Wolfblood         | Sargento Ashford | episodio "A Quiet Night In" |
| 2011            | Vera              | Margaret Wilde   | episodio "Little Lazarus"   |
| 2008            | The Royal Today   | Ella             | episodio # 1.1              |
| 2004            | Steel River Blues | Susie            | episodio "Flashpoint"       |
| 2004            | Byker Grove       | Sam              | 3 episodios                 |
| 2004            | 55 Degrees North  | Mujer en Geordie | episodio # 1.6              |

Películas
| Año  | Título         | Personaje | Notas                                                                           |
| ---- | -------------- | --------- | ------------------------------------------------------------------------------- |
| 2013 | Almost Married | Mellanie  | junto a Lynne Wilmot, Emily Atack, Craig Conway, Philip McGinley & Bill Fellows |
| 2006 | Angel Cake     | Izzie     | junto a Sarah Lancashire, Vicky Hall, Simon Slater & Julie Dawn Cole            |

Teatro
| Año  | Obra                                  | Personaje       | Director (a)    | Teatro                  | Notas                                                                |
| ---- | ------------------------------------- | --------------- | --------------- | ----------------------- | -------------------------------------------------------------------- |
| 2013 | White Rabbit, Red Rabbit              | -               | -               | Live Theatre            | -                                                                    |
| 2012 | I'm Sorry–Present: Tense with Nabakov | -               | Phil Ormrod     | Live Theatre            | junto a James Baxter & Chloe Allen                                   |
| 2012 | Nativities                            | Chelle          | -               | Live Theatre            | junto a Melanie Hill & Paul Woodson                                  |
| 2010 | Faith & Cold Reading                  | Carla           | -               | Live Theatre            | junto a Stephen Tompkinson, Christopher Patrick Nolan & Paul Joseph  |
| 2010 | A Nightingale Sang                    | Helen           | -               | Oldham Coliseum Theatre | junto a Michael Imerson, Anna Doolan, Simeon Truby & Jack Bennett    |
| 2010 | Canoeing For Beginners                | Carol           | Helen Ferguson  | -                       | junto a David Whitaker, Pat Dunn, Gary Kitching & Chris Connel       |
| 2009 | Jump!                                 | Dara            | -               | Live Theatre            | junto a Harry Hepple, James Baxte, Vicky Elliott & Bronagh Taggart   |
| 2009 | Lucky Numbers                         | Goth            | Jackie Fielding | -                       | junto a Pat Dunn, Peter Harrison, Carol McGuigan & Chris Connel      |
| 2009 | You Couldn't Make It Up               | -               | Max Roberts     | Live Theatre            | junto a Mark Benton, Bill Fellows & Davie Nellist                    |
| 2008 | Hansel and Gretel                     | Blackie la Gata | -               | -                       | -                                                                    |
| 2007 | Jack And The Beanstalk                | Princesa Jill   | -               | -                       | junto a David Ducasse & Victoria Elliot                              |
| -    | Immaculate Deception                  | -               | -               | -                       | -                                                                    |
| 2006 | Writing Wrong                         | Sharon          | -               | Live Theatre            | junto a Neil Armstrong, Alex Elliott, Zoë Lambert & Phillippa Wilson |
| 2004 | The Weather Kitchen                   | Pepita          | Chris Speyer    | Chelsea Theatre         | junto a Ralph Wadley, Jenny Stevenson & Paddy O'Connor               |
| 2004 | A City on the Tyne                    | -               | -               | Live Theatre            | -                                                                    |
| 2003 | Smack Family Robinson                 | Cora            | -               | Live Theatre            | junto a Colin MacLachlan & David Nellist                             |
| 2003 | Keepers of the Flame                  | Lisa            | -               | Live Theatre            | -                                                                    |

## Premios y nominaciones
| Año  | Categoría               | Premio             | Serie          | Resultado |
| ---- | ----------------------- | ------------------ | -------------- | --------- |
| 2016 | Funniest Female         | Inside Soap Award  | Emmerdale Farm | Nominada  |
| 2014 | Funniest Female         | Inside Soap Award  | Emmerdale Farm | Ganadora  |
| 2014 | Best Comedy Performance | British Soap Award | Emmerdale Farm | Nominada  |
| 2013 | Best Newcomer           | British Soap Award | Emmerdale Farm | Nominada  |
| 2013 | Best Soap Newcomer      | TV Choice Award    | Emmerdale Farm | Nominada  |